# 中国共产党第十七届中央委员会
中国共产党第十七届中央委员会由中国共产党第十七次全国代表大会于2007年10月21日在北京选举产生。大会选出中央委员会委员204名，中央候补委员167名。

## 人员名单

### 中央委员会委员

#### 中央政治局委员
| 排名 | 肖像 姓名 | 党职                                                                                               | 公职                                                                     | 分工 |
| ---- | --------- | -------------------------------------------------------------------------------------------------- | ------------------------------------------------------------------------ | --- |
| 1    | 胡锦涛    | 中共中央总书记 中共中央政治局常委 中共中央军委主席                                                 | 中华人民共和国主席 中华人民共和国中央军事委员会主席 中國紅十字會名譽會長 | 中央财经领导小组组长 中央外事/国安工作领导小组组长 中央對臺工作領導小組组长 |
| 2    | 吴邦国    | 中共中央政治局常委 全国人大常委会党组书记                                                          | 全国人民代表大会常务委员会委员长                                         | |
| 3    | 温家宝    | 中共中央政治局常委 国务院党组书记                                                                  | 中华人民共和国国务院总理                                                 | 中央财经领导小组副组长 中央机构编制委员会主任 国家国防动员委员会主任 国家能源委员会主任 国家科技教育领导小组组长 国家信息化领导小组组长 国务院西部地区开发领导小组组长 国务院振兴东北地区等老工业基地领导小组组长 国家应对气候变化及节能减排工作领导小组组长                                                                                                 |
| 4    | 贾庆林    | 中共中央政治局常委 全国政协党组书记                                                                | 中国人民政治协商会议全国委员会主席                                       | 中央對臺工作領導小組副组长 中央西藏工作协调小组组长 中国和平统一促进会会长 |
| 5    | 李长春    | 中共中央政治局常委                                                                                 |                                                                          | 中央精神文明建设指导委员会主任 中央宣传思想工作领导小组组长 全國哲學社會科學規劃領導小組组长 |
| 6    | 习近平    | 中共中央政治局常委 中共中央书记处书记 （排名第1） 中共中央军委副主席 （自2010年10月） 中央党校校长 | 中华人民共和国副主席 中華人民共和國中央軍事委員會副主席 （自2010年10月） | 中央外事/国家安全工作领导小组副组长 中央机构编制委员会副主任 中央党的建设工作领导小组组长 中央深入学习实践科学发展观活动领导小组组长 中央港澳工作协调小组组长 北京奥运会、残奥会筹备工作领导小组组长 |
| 7    | 李克强    | 中共中央政治局常委 国务院党组副书记                                                                | 中华人民共和国国务院副总理 （排名第1）                                   | 中央财经领导小组副组长 国家信息化领导小组副组长 国务院西部地区开发领导小组副组长 国务院振兴东北地区等老工业基地领导小组副组长 国家应对气候变化及节能减排工作领导小组副组长 国家能源委员会副主任 国务院三峡工程建设委员会主任 国务院南水北调工程建设委员会主任 国务院食品安全委员会主任 国务院深化医药卫生体制改革领导小组组长 国务院防治艾滋病工作委员会主任 |
| 8    | 贺国强    | 中共中央政治局常委 中共中央纪委书记                                                                |                                                                          | 中央巡视工作领导小组组长 中央反腐敗協調小組組長 |
| 9    | 周永康    | 中共中央政治局常委 中共中央政法委书记                                                              |                                                                          | 中央社会治安综合治理委员会主任 中央维护稳定工作领导小组组长 中央新疆工作协调小组组长 北京奥运会、残奥会筹备工作领导小组副组长 中央司法體制改革領導小組組長 中央防範和處理邪教問題領導小組組長 |

| 姓氏笔画数 | 肖像 姓名                      | 党职                                                                                 | 公职                                                             | 分工 |
| ---------- | ------------------------------ | ------------------------------------------------------------------------------------ | ---------------------------------------------------------------- | --- |
| 4          | 王 刚                          | 中共中央政治局委员 全国政协党组副书记                                                | 中国人民政治协商会议全国委员会副主席 （排名第1）                 | |
| 4          | 王乐泉                         | 中共中央政治局委员 新疆维吾尔自治区党委书记 （2010年4月24日免） 中共中央政法委副书记 |                                                                  | 中央防範和處理邪教問題領導小組副組長（2010年起） |
| 4          | 王兆国                         | 中共中央政治局委员 全国人大常委会党组副书记                                          | 全国人民代表大会常务委员会副委员长（排名第1） 中华全国总工会主席 | |
| 4          | 王岐山                         | 中共中央政治局委员 国务院党组成员                                                    | 中华人民共和国国务院副总理 （排名第4）                           | 中央财经领导小组秘书长 中央金融工作领导小组组长 国务院反垄断委员会主任 |
| 6          | 回良玉 （回族）                | 中共中央政治局委员 国务院党组成员                                                    | 中华人民共和国国务院副总理 （排名第2）                           | 中央财经领导小组成员 中央农村工作领导小组组长 国务院扶贫开发领导小组组长 国家防汛抗旱总指挥部总指挥 国家减灾委员会主任 国务院残疾人工作委员会主任 全国老龄工作委员会主任 全国双拥工作领导小组组长 |
| 6          | 刘 淇                          | 中共中央政治局委员 中共北京市委书记 （2012年7月免） 北京奥组委主席                   |                                                                  | 中央精神文明建设指导委员会副主任（2012年7月起） |
| 6          | 刘云山                         | 中共中央政治局委员 中共中央书记处书记 （排名第2） 中共中央宣传部部长                 |                                                                  | 中央外事/国安工作领导小组组员 国家信息化领导小组副组长 中央精神文明建设指导委员会副主任 中央文明办主任                                                                                            |
| 6          | 刘延东 （女）                  | 中共中央政治局委员 国务院党组成员                                                    | 中华人民共和国国务委员 （排名第1）                               | 国家科技教育领导小组副组长 国务院学位委员会主任 国务院妇女儿童工作委员会主任 中央港澳工作协调小组副组长                                                                                           |
| 7          | 李源潮                         | 中共中央政治局委员 中共中央书记处书记 （排名第3） 中共中央组织部部长                 |                                                                  | 中央人才工作协调小组组长 中央深入学习实践科学发展观活动领导小组副组长 中央巡視工作領導小組副組長 中央黨的建設工作領導小組副組長                                                                   |
| 7          | 汪 洋                          | 中共中央政治局委员 中共广东省委书记                                                  |                                                                  | |
| 7          | 张高丽                         | 中共中央政治局委员 中共天津市委书记（2012年11月免）                                  |                                                                  | |
| 7          | 张德江                         | 中共中央政治局委员 国务院党组成员 中共重庆市委书记 （2012年3月至11月兼）             | 中华人民共和国国务院副总理 （排名第3）                           | 中央财经领导小组成员 国家信息化领导小组副组长 国务院安全生产委员会主任 国务院大型飞机重大专项领导小组组长 国务院促进中小企业发展领导小组组长 国务院新型农村社会养老保险试点工作领导小组组长       |
| 9          | 俞正声                         | 中共中央政治局委员 中共上海市委书记（2012年11月免）                                  |                                                                  | |
| 10         | 徐才厚 上将                    | 中共中央政治局委员 中共中央军委副主席                                                | 中華人民共和國中央軍事委員會副主席                               | |
| 10         | 郭伯雄 上将                    | 中央政治局委员 中共中央军委副主席                                                    | 中華人民共和國中央軍事委員會副主席                               | 国家信息化领导小组副组长 |
| 16         | 薄熙来 （2012年9月28日被双开） | 中共中央政治局委员 （2012年4月10日停） 中共重庆市委书记 （2012年3月15日免）          | 中华人民共和国商务部部长（2007年12月29日免）                     | |

#### 中央书记处书记
中央书记处书记共6人，他们是：习近平、刘云山、李源潮、何勇、令计划、王沪宁。
| 排 序 | 姓 名  | 入党时间   | 兼任职务                                                                                     | 备 注    |
| 1     | 习近平 | 1974年1月  | 中央政治局常委、国家副主席、中央军委副主席（2010年10月18日起）、中央党校校长、中央编委副主任 | 首次入选 |
| 2     | 刘云山 | 1971年4月  | 中央政治局委員、中宣部部長                                                                   | 连任     |
| 3     | 李源潮 | 1978年3月  | 中央政治局委員、中组部部长                                                                   | 首次入选 |
| 4     | 何勇   | 1958年12月 | 中央纪委副书记                                                                               | 连任     |
| 5     | 令计划 | 1976年6月  | 中央办公厅主任（至2012年8月） 中央统战部部长（2012年8月起）                                  | 首次入选 |
| 6     | 王沪宁 | 1984年4月  | 中央政策研究室主任                                                                           | 首次入选 |

## 历次全体会议

### 二中全会
中國共產黨第十七屆中央委員會第二次全體會議於2008年2月25日至27日在北京舉行，全會審議通過了中央政治局在廣泛征求黨内外意見、反復醞釀協商的基礎上提出的擬向第十一届全国人民代表大会第一次会议推荐的國家機構領導人員人選建議名單和拟向全國政協十一屆一次會議推荐的全國政協領導人員人選建議名單，決定將這兩個建議名單分别向十一屆全國人大一次會議主席團和全國政協十一屆一次會議主席團推薦。全會審議通過了在廣泛征求意見的基礎上提出的《關於深化行政管理體制改革的意見》和《國務院機構改革方案》，同意把《國務院機構改革方案》提請十一屆全國人大一次會議審議。

### 三中全会
中國共產黨第十七屆中央委員會第三次全體會議於2008年10月9日至12日在北京舉行。部分從事農業農村村基層工作的中共十七大代表和研究農業、農村、農民問題的專家學者列席會議。全會主要議程是研究中國農村改革發展問題。並審議通過被認為是推進中國農村改革發展的指導性文件《中共中央關於推進農村改革發展若干重大問題的決定》。並聽取了中央委員會總書記胡锦涛代表中央政治局所作的工作报告。全會遞補王新憲為中央委員。全會並通过中央纪委关于于幼军问题的审查报告，並決定撤銷于幼軍中央委員會委員職務。

### 四中全会
中國共產黨第十七屆中央委員會第四次全體會議於2009年9月15日至18日在北京舉行。全會聽取和討論了胡錦濤受中央政治局委托作的工作報告，審議通過了《中共中央關於加強和改進新形勢下黨的建設若干重大問題的決定》。全会研究了加强和改进新形势下党的建设若干重大问题。
十七届四中全会精神：
1. 加强和改进新形势下党的建设的重要性和紧迫性
2. 总结运用和丰富发展执政党建设基本经验
3. 建设马克思主义学习型政党，提高全党思想政治水平
4. 坚持和健全民主集中制，积极发展党内民主
5. 深化幹部人事制度改革，建设善于推动科学发展、促进社会和谐的高素质干部队伍
6. 做好抓基层打基础工作，夯实党执政的组织基础
7. 弘扬党的优良作风，保持党同人民群众的血肉联系
8. 加快推进惩治和预防腐败体系建设，深入开展反腐败斗争

### 五中全会
中國共產黨第十七屆中央委員會第五次全體會議於2010年10月15日至18日在北京舉行。全會聽取和討論了胡錦濤受中央政治局委托作的工作報告，審議通過了《中共中央关于制定国民经济和社会发展第十二个五年规划的建议》。溫家寶就《建議（討論稿）》向全會作了說明。全會決定，增補中央政治局常委习近平為中央軍事委員會副主席。全會決定遞補中央委員會候補委員焉荣竹为中央委員會委員。全会審議並通過了《中共中央紀律檢查委員會關於康日新問題的審查報告》，決定撤銷康日新中央委員會委員職務，確認中央政治局2009年12月29日作出的給予康日新開除黨籍的處分。
同年7月22日和9月28日召开的两次中央政治局会议，分别确定了此次会议的主要议程和日期，并讨论了拟提请全会审议的文件。

### 六中全会
中國共產黨第十七屆中央委員會第六次全體會議於2011年10月15日至18日在北京舉行。全會聽取和討論了胡錦濤受中央政治局委托作的工作報告，審議通過了《中共中央关于深化文化体制改革、推动社会主义文化大发展大繁荣若干重大问题的决定》。李長春就《決定（討論稿）》向全會作了說明。全會審議並通過了《關於召開黨的第十八次全國代表大會的決議》，決定中共十八大於2012年下半年在北京召開。

### 七中全会
2012年11月1日至4日在北京召開，出席会议的有中央委员200人，候补中央委员165人。决定11月8日召開中國共產黨第十八次全國代表大會。
- 全会讨论并通过了《中国共产党章程》（修正案）
- 全会决定增补范长龙、许其亮为中共中央军事委员会副主席[7]。
- 全会按照党章规定，决定递补中央委员会候补委员王学军、王建平为中央委员会委员[7]。
- 全会审议并通过了《中共中央纪律检查委员会关于薄熙来严重违纪问题的审查报告》、《中共中央纪律检查委员会关于刘志军严重违纪问题的审查报告》，确认中央政治局2012年9月28日作出的给予薄熙来开除党籍、2012年5月28日作出的给予刘志军开除党籍的处分[9]。